# 落合町 (愛西市)
落合町（おちあいちょう）は、愛知県愛西市の地名。

## 地理
旧佐屋町中央部に位置する。東は大井町、西は北一色町・稲葉町、南は本部田町・東条町・西条町、北は甘村井町・金棒町に接する。

### 学区
- 高等学校 - 尾張学区
- 中学校 - 愛西市立佐屋中学校[WEB 5]
- 小学校 - 愛西市立佐屋小学校[WEB 5]

## 歴史

### 町名の由来
かつてこの付近で木曽川に津島川（天王川）が合流していたことに由来すると伝えられる。現在の落合町付近には善太川などが存在するのみで由来とは一致しないが、1586年（天正14年）まで木曽川の主流であった佐屋川が比較的近くを流れており（明治時代に廃川）、佐屋川付近から善太川へと続く旧河道と推定される地形も残されている。また、室町時代に兼平堤が建造される以前は木曽川派川の二之枝川（現在の三宅川に相当）が善太川筋へと流れていた。

### 沿革
- 1878年（明治11年） - 落合新田の一部を編入する[2]。
- 1887年（明治20年） - 西善太新田の一部を編入する[2]。
- 1889年（明治22年） - 海東郡落合村が合併に伴い、同郡八幡村大字落合となる[2]。
- 1906年（明治39年） - 合併に伴い、佐屋村大字落合となる[2]。
- 1955年（昭和30年） - 町制施行に伴い、佐屋町大字落合となる[2]。
- 2005年（平成17年） - 合併に伴い、愛西市落合町となる。

## 世帯数と人口

### 人口の変遷
国勢調査による人口の推移。
| 1995年（平成7年）  | 514人 |  |  |
| 2000年（平成12年） | 494人 |  |  |
| 2005年（平成17年） | 490人 |  |  |
| 2010年（平成22年） | 467人 |  |  |
| 2015年（平成27年） | 438人 |  |  |

### 世帯数の変遷
国勢調査による世帯数の推移。
| 1995年（平成7年）  | 122世帯 |  |  |
| 2000年（平成12年） | 119世帯 |  |  |
| 2005年（平成17年） | 129世帯 |  |  |
| 2010年（平成22年） | 132世帯 |  |  |
| 2015年（平成27年） | 138世帯 |  |  |

## 交通

### バス
- 愛西市巡回バス（2024年4月1日現在）[6]

|    | 停留所名                             | ルート   |
| -- | ------------------------------------ | -------- |
| 31 | 見鉄工アリーナ（親水公園総合体育館） | 佐屋中央 |
| 33 | 落合西                               | 佐屋東   |
| 34 | 落合東                               | 佐屋東   |

### 道路
- 愛知県道・岐阜県道・三重県道125号佐屋多度線[1]
- 愛知県道105号富島津島線[1]

## 施設
- 天台寺門宗世尊寺[1]
- 真宗大谷派随念寺[1]
- 八幡社[1]

### WEB
1. ↑  “愛知県愛西市の町丁・字一覧”.   人口統計ラボ. 2021年8月9日閲覧。
2. ↑  総務省統計局 (2017年1月27日). “平成27年国勢調査の調査結果(e-Stat) - 男女別人口及び世帯数 －町丁・字等” (CSV). 2021年7月21日閲覧。
3. ↑  “愛知県愛西市の郵便番号一覧”.   日本郵便. 2022年1月3日閲覧。
4. ↑  “市外局番の一覧” (PDF).   総務省. 2022年1月3日閲覧。
5. 1 2  愛西市役所 教育委員会 学校教育課. “小・中学校”.   愛西市. 2021年8月9日閲覧。
6. 1 2  総務省統計局 (2014年3月28日). “平成7年国勢調査の調査結果(e-Stat) - 男女別人口及び世帯数 －町丁・字等” (CSV). 2021年7月20日閲覧。
7. 1 2  総務省統計局 (2014年5月30日). “平成12年国勢調査の調査結果(e-Stat) - 男女別人口及び世帯数 －町丁・字等” (CSV). 2021年7月20日閲覧。
8. 1 2  総務省統計局 (2014年6月27日). “平成17年国勢調査の調査結果(e-Stat) - 男女別人口及び世帯数 －町丁・字等” (CSV). 2021年7月21日閲覧。
9. 1 2  総務省統計局 (2012年1月20日). “平成22年国勢調査の調査結果(e-Stat) - 男女別人口及び世帯数 －町丁・字等” (CSV). 2021年7月21日閲覧。
10. 1 2  総務省統計局 (2017年1月27日). “平成27年国勢調査の調査結果(e-Stat) - 男女別人口及び世帯数 －町丁・字等” (CSV). 2021年7月21日閲覧。

### 書籍
1. 1 2 3 4 5 6 7  「角川日本地名大辞典」編纂委員会 1989, p. 1871.
2. 1 2 3 4 5 6  「角川日本地名大辞典」編纂委員会 1989, p. 329.
3. ↑  石田、鬼頭、蔭山 (2012年3月31日). “付論 日置の古地理環境 愛知県埋蔵文化財センター調査報告書 第177集”.   公益財団法人愛知県教育・スポーツ振興財団 愛知県埋蔵文化財センター. 2020年11月3日閲覧。9ページ 「5.文献資料からみた旧河道と日置」
4. ↑  愛知県 (2018年11月7日). “川筋の変遷とその痕跡－愛知県の河川の歴史－”. 2022年12月14日閲覧。
5. ↑  安井雅彦・冨永晃宏. “愛知県内に築かれた室町時代の河川堤防の考察” (PDF). 2023年1月27日閲覧。
6. ↑  愛西市. “愛西市巡回バス”. 2024年4月9日閲覧。